# Ludwig von Hörselgau
Ludwig von Hörselgau war um 1215 Marschall des Deutschen Ordens.
Er war vermutlich ein Ritter aus der Familie von Hörselgau, die sich nach Hörselgau (ca. 20 km ostsüdöstl. von Eisenach gelegen) benannte und zur Ministerialität der Landgrafen von Thüringen gehörte.
Der Hochmeister des Deutschen Ordens, Hermann von Salza, hatte am 9. April 1215 in Akkon, damals Hauptstadt des Königreichs Jerusalem, einen wichtigen Notartermin. Mathilde, die Witwe des Konrad von Schwarzenberg, wollte vor ihrer Heimreise nach Deutschland dem Deutschen Orden ihr Haus in Akkon mit Zubehör verkaufen. Dabei machten die Vertragspartner aus, dass sich Bruder Hermann verpflichtet, an Mathilde von Schwarzenberg am 15. Tag nach Pfingsten 1216 in Straßburg 400 Mark Silber zum Ankauf eines Gutes auszuzahlen. Als anwesender Zeuge der Beurkundung wird unter anderem der Marschall Ludwig von Hörselgau genannt.
Die ausführende Gewalt des Deutschen Ordens stand dem Hochmeister als dem Generaloberen zu; diesem standen Berater und Mitarbeiter zur Seite, die Großgebieter. Der nächste Berater des Hochmeisters war der Großkomtur. Er stand zu Zeiten Hermann von Salzas dem Haupthaus von Akkon vor und vertrat den oft abwesenden Hochmeister. 1207/1208 ist ein Girardus und 1215 Drabode de Utinge als Großkomtur nachgewiesen. Dazu kam als weiterer Großgebieter der Marschall. Ihm unterstand der ganze militärische Bereich des Haupthauses. 1208 hieß der Marschall Heinrich und 1215 Ludwig von Hörselgau.
Nach Fenske ist Ludwig von Hörselgau der zweite Ordensmarschall des Deutschen Ordens überhaupt und der erste, dessen voller Name bekannt ist. 